# فيكتوريا أنتوني
فيكتوريا أنتوني (بالإنجليزية: Victoria Anthony)‏ هي مصارعة الهواة أمريكية، ولدت في 24 يونيو 1991 في شاطئ هنتنغتون في الولايات المتحدة.

## روابط خارجية
- فيكتوريا أنتوني على موقع قاعدة بيانات المصارعة الدولية (الإنجليزية)